# Kruis (plaats)
Kruis, in het Limburgs Gekruus geheten, is een buurtschap behorende tot de gemeente Beekdaelen, in de Nederlandse provincie Limburg. De huizen in Kruis liggen aan de Kruisstraat, ten westen van het dorp Schimmert. Bij een volkstelling in 1840 werden er 18 huizen en 109 inwoners geteld in Kruis.
De buurtschap is vernoemd naar het kruispunt van de wegen Bekerbaan, Trichterweg en Kruisstraat. Bij dit kruispunt is de Mariakapel gelegen. Deze kapel werd in 1937 gebouwd, nadat een oudere kapel moest wijken vanwege wegverbreding. De buurtschap heeft een eigen Buurtvereniging, die tevens de naam Gekruus  draagt.

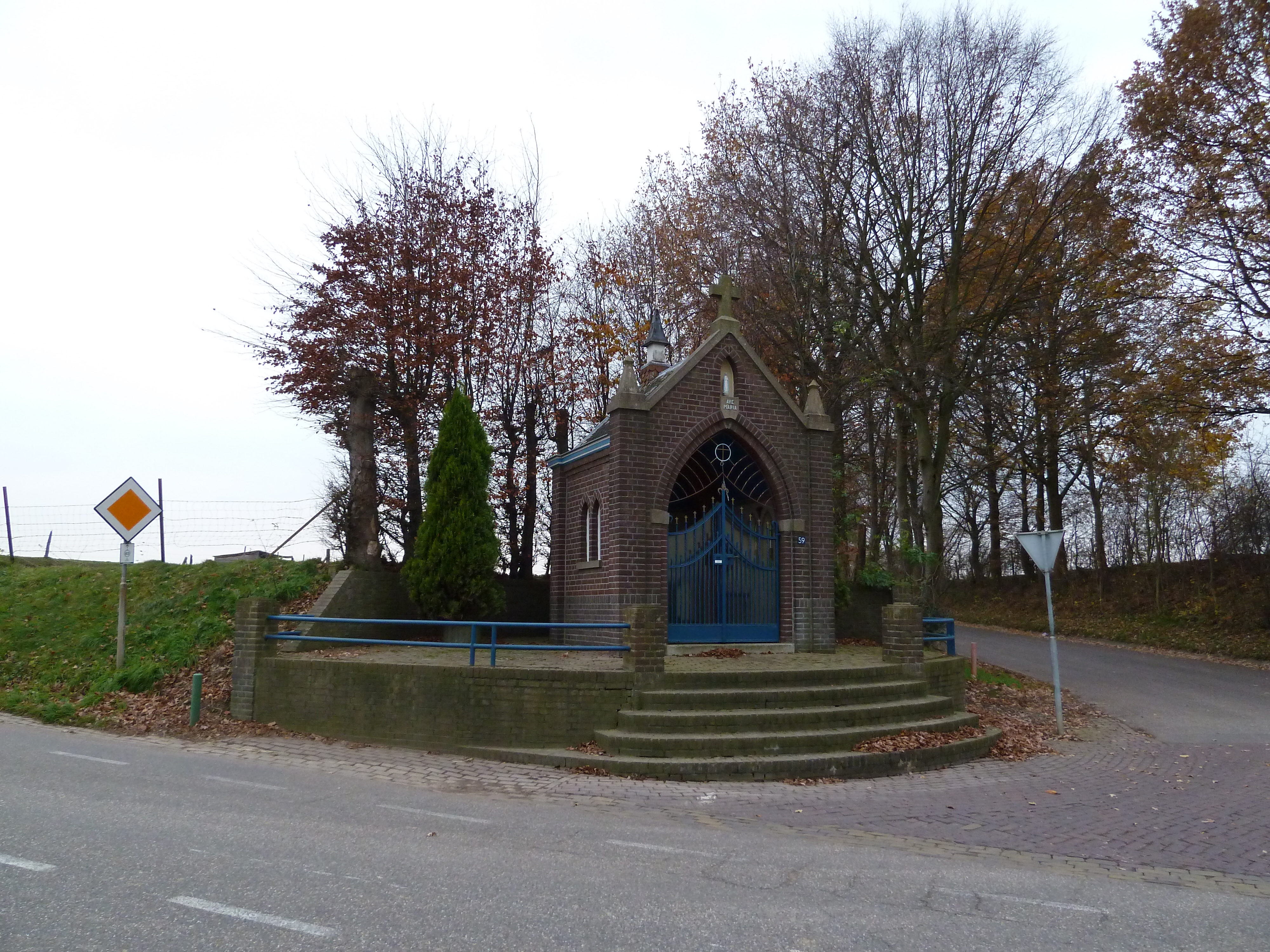
Mariakapel aan het kruispunt
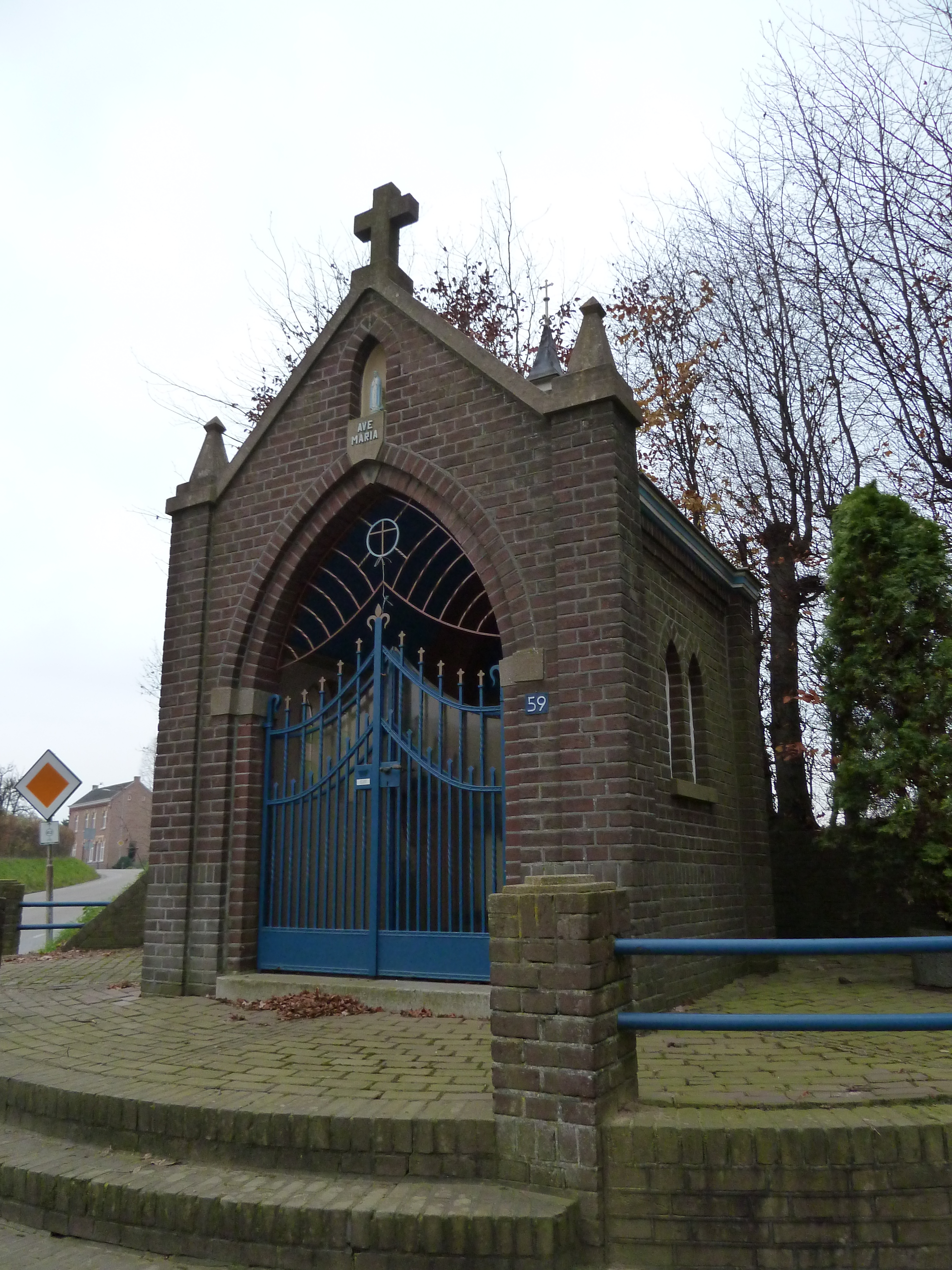
De kapel
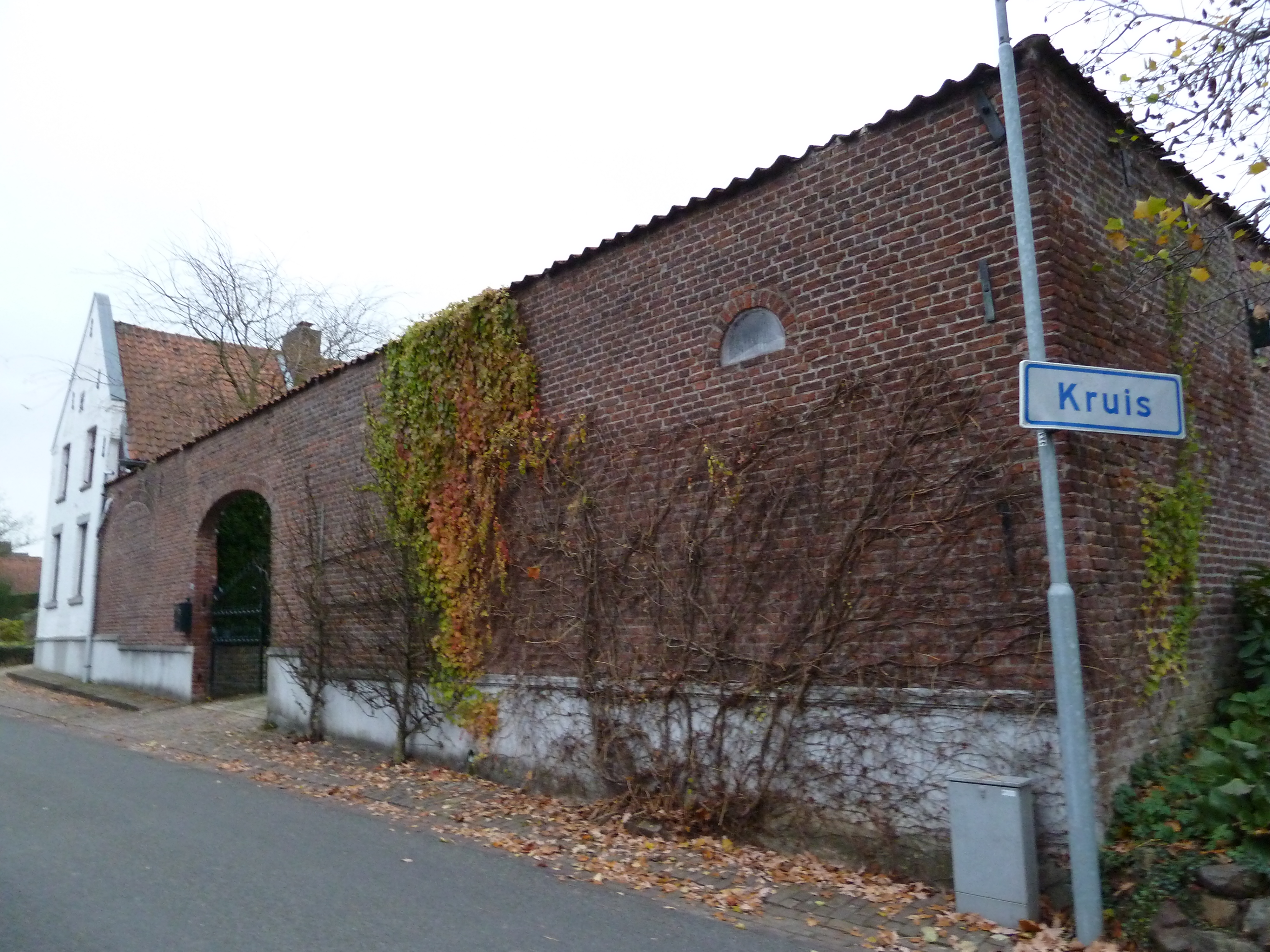
Boerderij, rijksmonument

Dorpen: Aalbeek · Amstenrade · Arensgenhout · Bingelrade · Doenrade · Hulsberg · Jabeek · Merkelbeek · Nuth · Oirsbeek · Puth · Schimmert · Schinnen · Schinveld · Sweikhuizen · Vaesrade · Wijnandsrade

Buurtschappen en gehuchten: Bovenste Puth · Brand · Breinder · Brommelen · Daniken (deels) · Douvergenhout · Etzenrade · Gracht · Grijzegrubben · Haasdal · Hegge · Heisterbrug · Helle · Hellebroek · Hommert · Hunnecum · Kamp · Kathagen · Klein-Doenrade · Kleingenhout · Kling · Kruis · Laar · Leeuw · Nagelbeek · Nierhoven · Oensel · Onderste Puth · Op de Bies · Op den Hering · Oppeven · Reuken · Swier · Terstraten · Tervoorst · Thull · Viel · Vink · Wintraak · Wissengracht · Wolfhagen

Limburg: Steden en dorpen      Nederland: Provincies · Gemeenten